# Pont du Diable (Aber-Wrac'h)
Le pont du Diable est une voie piétonne qui permet de franchir l'Aber-Wrac'h entre Lannilis et Plouguerneau dans le Finistère, en France. Chaussée submersible, le pont est recouvert par l'eau à chaque marée haute.

## Typonymie
Le pont du Diable (en breton : pont an Diaoul) est également appelé pont du Crack (pont Krac’h) ou pont-Grach. Ce dernier terme serait une contraction de pont kar Ac’h, c'est-à-dire « Pont à chariot d'Ac’h ».

## Caractéristiques
Le pont est construit dans une partie étroite de l'Aber-Wrac'h, reliant la commune de Plouguerneau sur sa rive nord à celle de Lannilis sur sa rive sud. Il est situé à l'est des deux bourgs, dans une zone rurale et peu construite, la vallée s'élevant à près de 60 m du côté nord et 37 m du côté sud ; au niveau du pont, l'altitude de l'Aber-Wrac'h est de 9 m. Les rives sont légèrement boisées.
Le pont s’appuie sur un gros rocher situé dans le lit du fleuve côtier. Long de 68 mètres et large de 5 à 6 mètres, il est percé de 7 arches permettant l'écoulement de l'eau : trois archaïques du côté de Plouguerneau, deux bien façonnées au centre, deux petites du côté de Lannilis. Les deux extrémités du pont sont construites en diorite, la partie centrale est en granite. Une petite croix marque l'extrémité du pont côté Lannilis.
L'Aber-Wrac'h est une ria : une vallée envahie en partie par la mer. Bien que le pont soit situé à plus de 10 km de l'embouchure, l'amplitude des marées est suffisante pour que son tablier soit totalement recouvert à chaque marée haute.

## Historique
L'époque de construction du pont n'est pas connue. On évoque une construction possible très ancienne, remontant à l'Antiquité (ce que laisse penser sa structure cyclopéenne et son niveau très bas par rapport au niveau actuel de la mer) ; le pont semble apparaître sur certaines cartes jusqu'au XVIIIe siècle, sans qu'on sache s'il s'agit du même édifice, et il connaît de nombreux remaniements au fil des âges : construction d'un passage à bateaux au centre (probablement à la fin du Moyen Âge), installation d'un moulin côté rive droite au début du XIXe siècle (on voit encore l'emplacement de la roue à cuillers et les ruines de l'habitation), ce qui rend la traversée du pont impossible ; le comblement des arches provoque un envasement et le propriétaire du moulin du Diouris, en amont, s'en plaint au préfet en 1823. Le pont est rendu à la circulation publique au milieu du XIXe siècle.
Le pont est entretenu et utilisé jusque vers 1960, fréquenté par les habitants et le bétail des deux rives. Ayant perdu son intérêt économique en raison de la construction du pont de Paluden plus en aval, il se détériore. Il est restauré en 2008 à l'initiative d'associations, notamment Plouguerneau Nature Environnement, et à l'aide de fonds publics.

## Légende
Le pont du Diable est associé à une légende, qui suit la trame des autres ponts du Diable que l'on trouve à travers l'Europe, ponts qui, dans le folklore local, auraient été construits soit par le diable, soit avec son aide, et dans certains cas sans respecter ses désirs.
Selon cette légende, le meunier du lieu étant désolé de devoir faire un long détour pour livrer sa farine sur l'autre rive, aurait reçu la visite du diable qui lui propose de construire un pont en échange de la première âme qui le franchirait. Le meunier accepte le pacte. Tout surpris de voir le lendemain matin le pont construit, il charge sur son épaule un sac de farine et, se souvenant de l'exigence du diable, enferma dedans son chat. Parvenu au milieu du pont, il lâche ce dernier qui, s'enfuyant, traverse le pont et file droit vers le diable. Ce dernier, furieux d'avoir été berné, jette son marteau : il se plante en terre et prend la forme d'une croix.
La légende précise qu'autrefois des paysans ivres, rentrant la nuit de la foire, tombaient du pont et se noyaient, probable vengeance du diable.

## Galerie

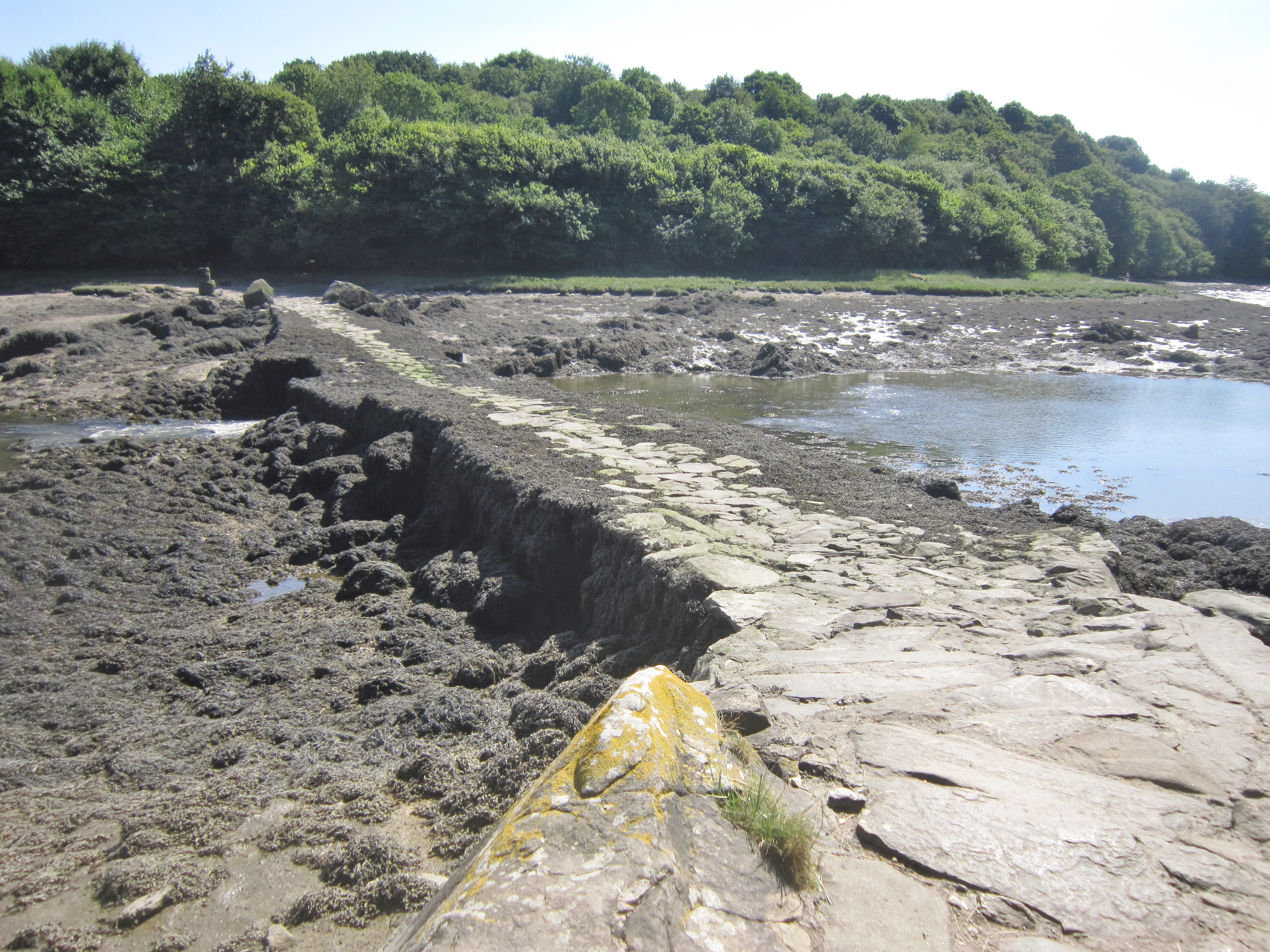
Marée basse.
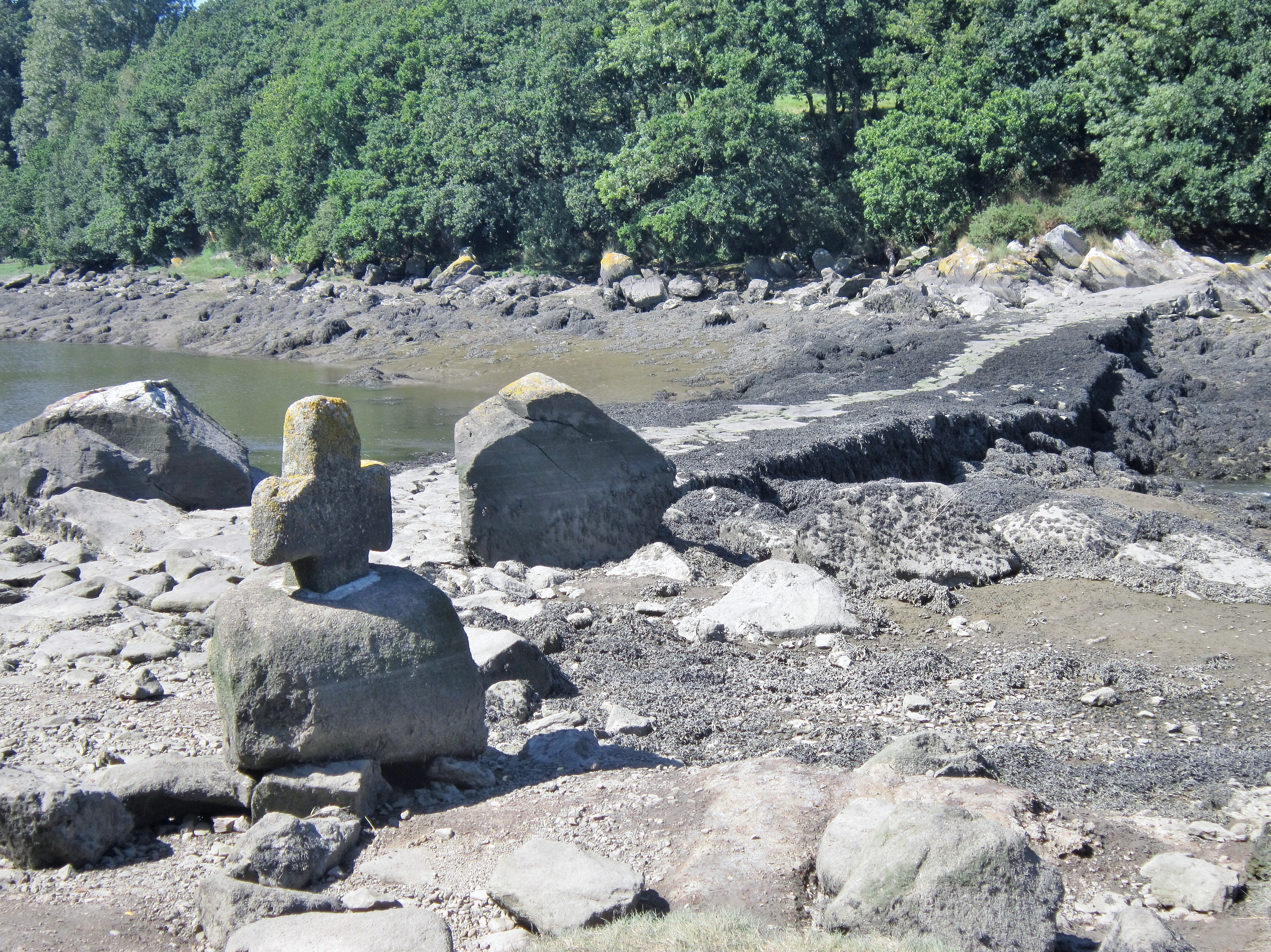
Marée basse.
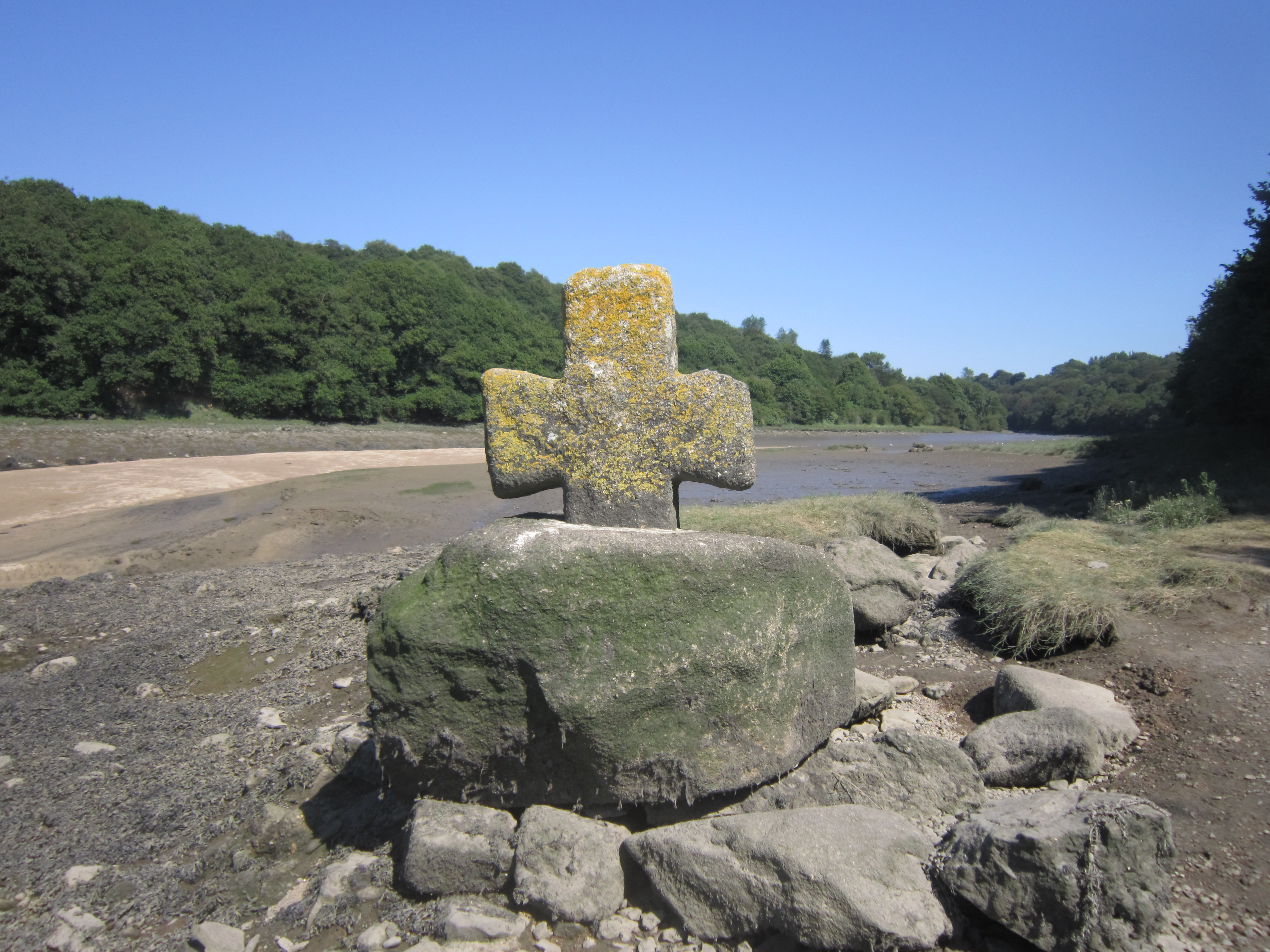
Croix sur un rocher à proximité du pont, rive gauche, côté Lannilis.
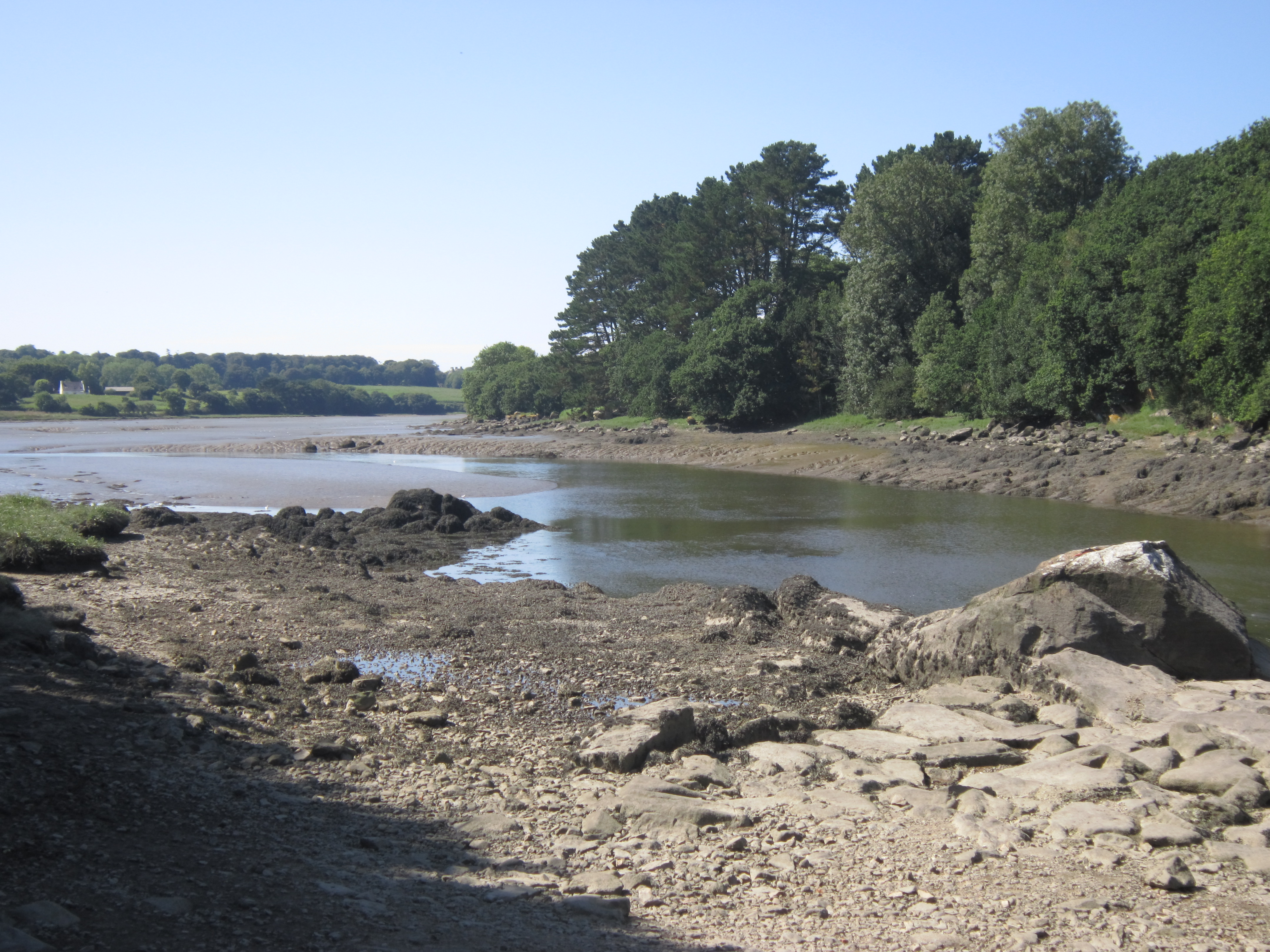
L'Aber-Wrac'h à marée basse vu du pont, vers l'aval.
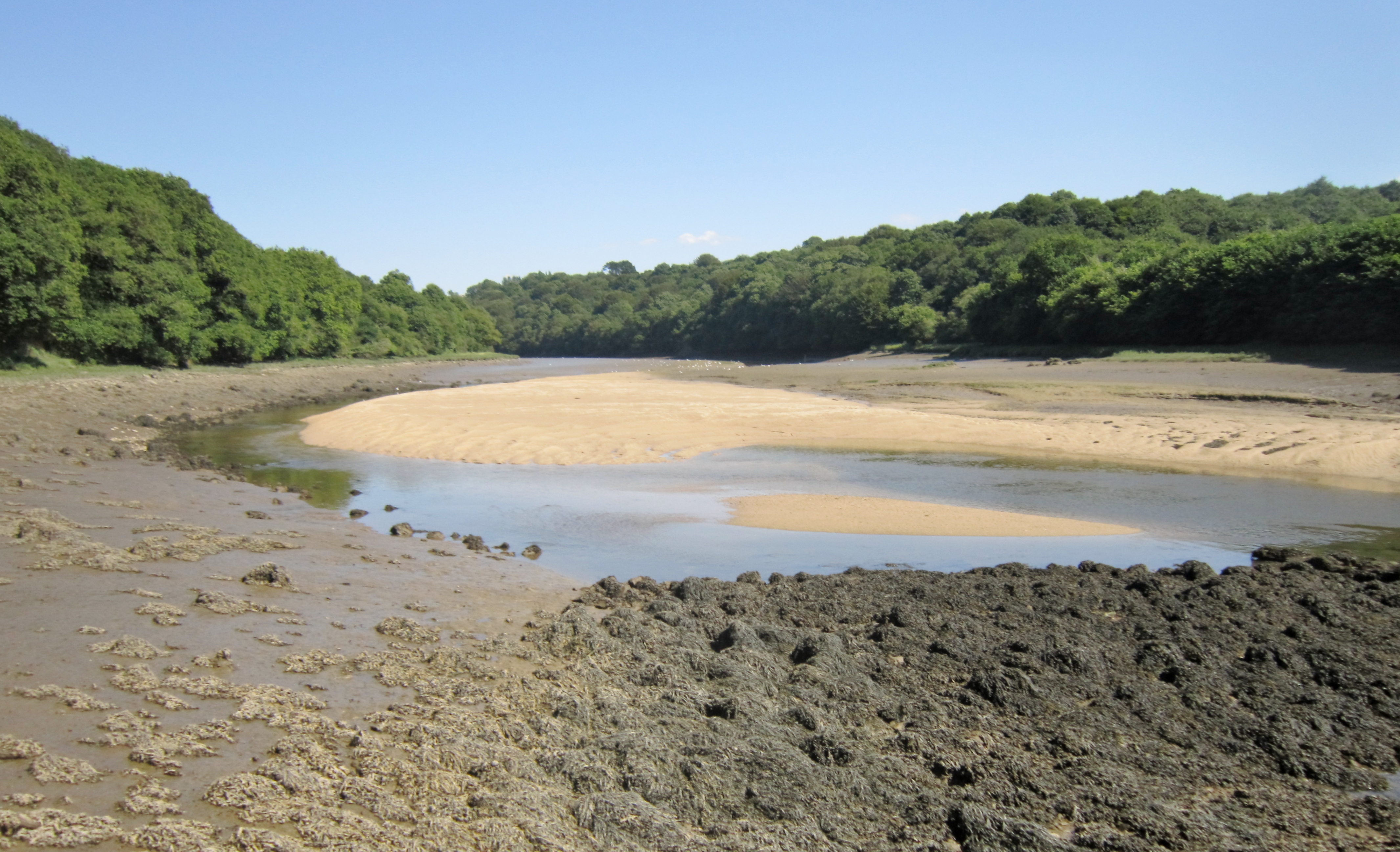
L'Aber-Wrac'h à marée basse vu du pont, vers l'amont.